# Lisle-en-Barrois
Pour les articles homonymes, voir Lisle et Barrois (homonymie).
Lisle-en-Barrois est une commune française située dans le département de la Meuse, en région Grand Est.

## Géographie

### Situation
Lisle-en-Barrois est une commune rurale située dans le bassin parisien à l'extrême ouest du département de la Meuse et à 17 kilomètres de Bar-le-Duc, entre le Barrois et l'Argonne.
Le territoire de la commune est vaste (près de 3 000 hectares) et est composé très majoritairement de forêts, essentiellement domaniales (forêt domaniale de Lisle-en-Barrois) et situé dans la partie ouest de la commune. Pour le reste, il s'agit de terres agricoles où se pratique l'agriculture intensive, notamment céréalière.

#### Communes limitrophes
| Vaubecourt             | Rembercourt-Sommaisne  | Rembercourt-Sommaisne |
| Villotte-devant-Louppy | Lisle-en-Barrois       | Rembercourt-Sommaisne |
| Villotte-devant-Louppy | Villotte-devant-Louppy | Les Hauts-de-Chée     |

### Hydrographie
La commune est traversée par la ligne de partage des eaux entre les régions hydrographiques « la Seine de sa source au confluent de l'Oise (exclu) » et « la Seine du confluent de l'Oise (inclus) à l'embouchure » au sein du bassin Seine-Normandie. Elle est drainée par l'Aisne, le Coubreuil, la Melche, le ruisseau du Cul des Trois Bois, le Fossé 07 de la commune de Vaubecourt, le cours d'eau 05 de la commune de Lisle-en-Barrois, le Fossé 04 de la commune de Lisle-en-Barrois, Vau le Moine, le Fossé 06 de la commune de Lisle-en-Barrois, le Fossé 17 de la commune de Lisle-en-Barrois, le Fossé 02 de la commune de Lisle-en-Barrois, Vieille Rivière d'Aisne, le Fossé 01 de la commune de Lisle-en-Barrois, le Fossé 03 de la commune de Lisle-en-Barrois, le Fossé 06 de la commune de Vaubecourt, le ruisseau de Dignée, le Fossé 05 de la commune de Lisle-en-Barrois, le ruisseau des Ecussons, le Fossé 09 de la commune de Vaubecourt, le Fossé 08 de la commune de Lisle-en-Barrois, l'Aisne, le Fossé 04 de la commune de Vaubecourt, le Fossé 01 de la commune de Seuil-D'Argonne et divers autres petits cours d'eau,.
L'Aisne est un  cours d'eau naturel navigable de 256 km de longueur, traversant les cinq départements Meuse, Marne, Ardennes, Aisne, Oise. Elle est un affluent de rive gauche de l'Oise, ce qui fait d'elle un sous-affluent de la Seine. 
Le Coubreuil, d'une longueur de 11 km, prend sa source dans la commune de Belval-en-Argonne et se jette  dans l'Aisne à Les Charmontois, après avoir traversé quatre communes. 

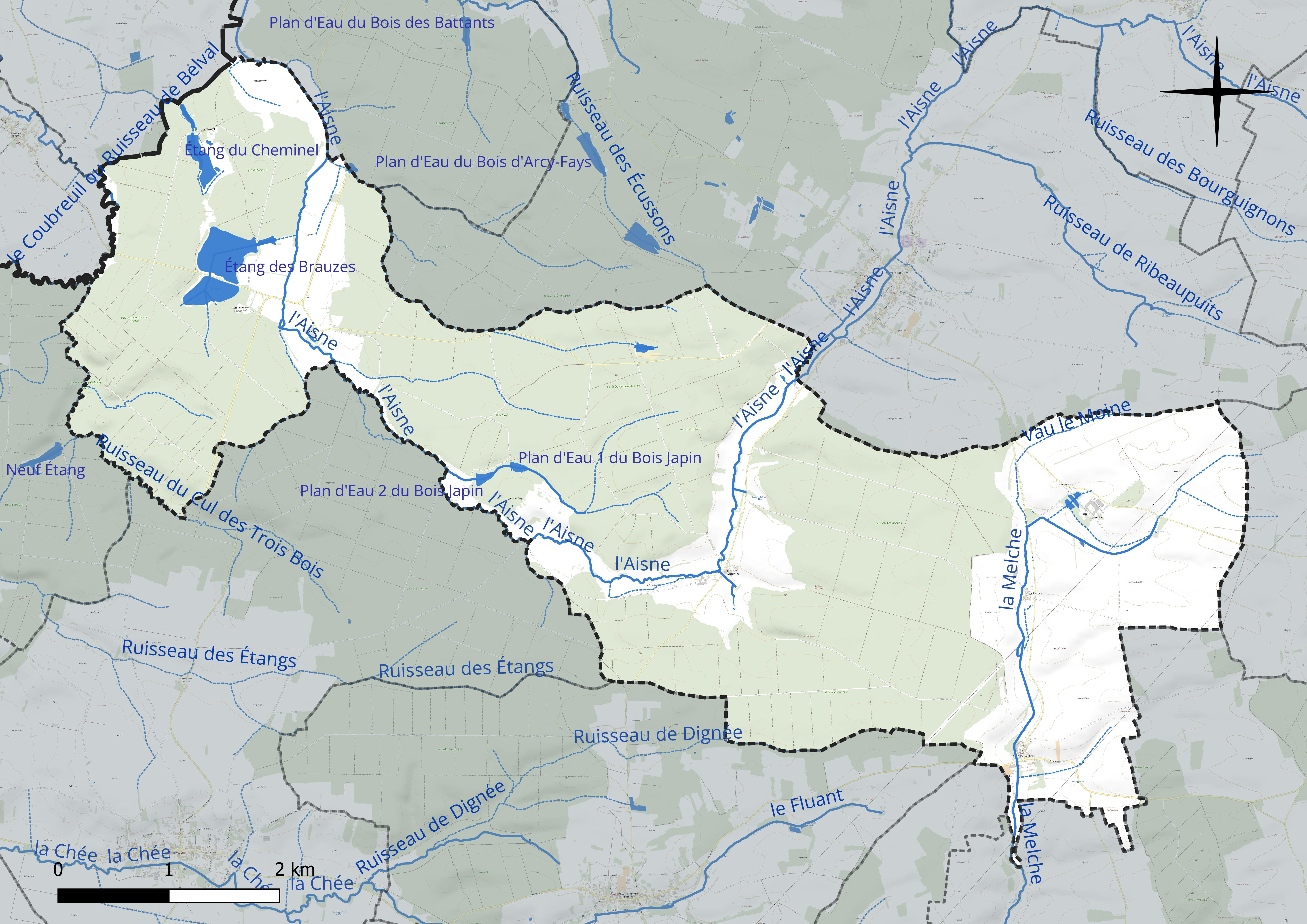
Réseau hydrographique de Lisle-en-Barrois.

Cinq plans d'eau complètent le réseau hydrographique : le plan d'eau 1 du Bois Japin (1,1 ha), le plan d'eau 2 du Bois Japin (1,3 ha), l'Enseigne du Cheminel (0,9 ha), l'étang des Brauzes (24,6 ha) et l'étang du Cheminel (5,5 ha),.

### Climat
Pour des articles plus généraux, voir Climat du Grand Est et Climat de la Meuse.
En 2010, le climat de la commune est de type climat de montagne, selon une étude du Centre national de la recherche scientifique s'appuyant sur une série de données couvrant la période 1971-2000. En 2020, Météo-France publie une typologie des climats de la France métropolitaine dans laquelle la commune est exposée à un climat océanique altéré et est dans la région climatique  Lorraine, plateau de Langres, Morvan, caractérisée par un hiver rude (1,5 °C), des vents modérés et des brouillards fréquents en automne et hiver. 
Pour la période 1971-2000, la température annuelle moyenne est de 9,9 °C, avec une amplitude thermique annuelle de 16 °C. Le cumul annuel moyen de précipitations est de 986 mm, avec 13,6 jours de précipitations en janvier et 9,5 jours en juillet. Pour la période 1991-2020, la température moyenne annuelle observée sur la station météorologique de Météo-France la plus proche, « Conde_sapc », sur la commune des Hauts-de-Chée à 4 km à vol d'oiseau, est de 11,3 °C et le cumul annuel moyen de précipitations est de 888,5 mm. 
La température maximale relevée sur cette station est de 39,6 °C, atteinte le 25 juillet 2019 ; la température minimale est de −15,2 °C, atteinte le 20 décembre 2009,,. 
Les paramètres climatiques de la commune ont été estimés pour le milieu du siècle (2041-2070) selon différents scénarios d'émission de gaz à effet de serre à partir des nouvelles projections climatiques de référence DRIAS-2020. Ils sont consultables sur un site dédié publié par Météo-France en novembre 2022.

## Urbanisme

### Typologie
Au 1er janvier 2024, Lisle-en-Barrois est catégorisée commune rurale à habitat très dispersé, selon la nouvelle grille communale de densité à sept niveaux définie par l'Insee en 2022.
Elle est située hors unité urbaine et hors attraction des villes,.

### Occupation des sols
L'occupation des sols de la commune, telle qu'elle ressort de la base de données européenne d’occupation biophysique des sols Corine Land Cover (CLC), est marquée par l'importance des forêts et milieux semi-naturels (64,7 % en 2018), une proportion identique à celle de 1990 (64,7 %). La répartition détaillée en 2018 est la suivante : 
forêts (64,7 %), terres arables (20,4 %), prairies (12,1 %), eaux continentales (1,6 %), zones agricoles hétérogènes (1,2 %). L'évolution de l’occupation des sols de la commune et de ses infrastructures peut être observée sur les différentes représentations cartographiques du territoire : la carte de Cassini (XVIIIe siècle), la carte d'état-major (1820-1866) et les cartes ou photos aériennes de l'IGN pour la période actuelle (1950 à aujourd'hui).

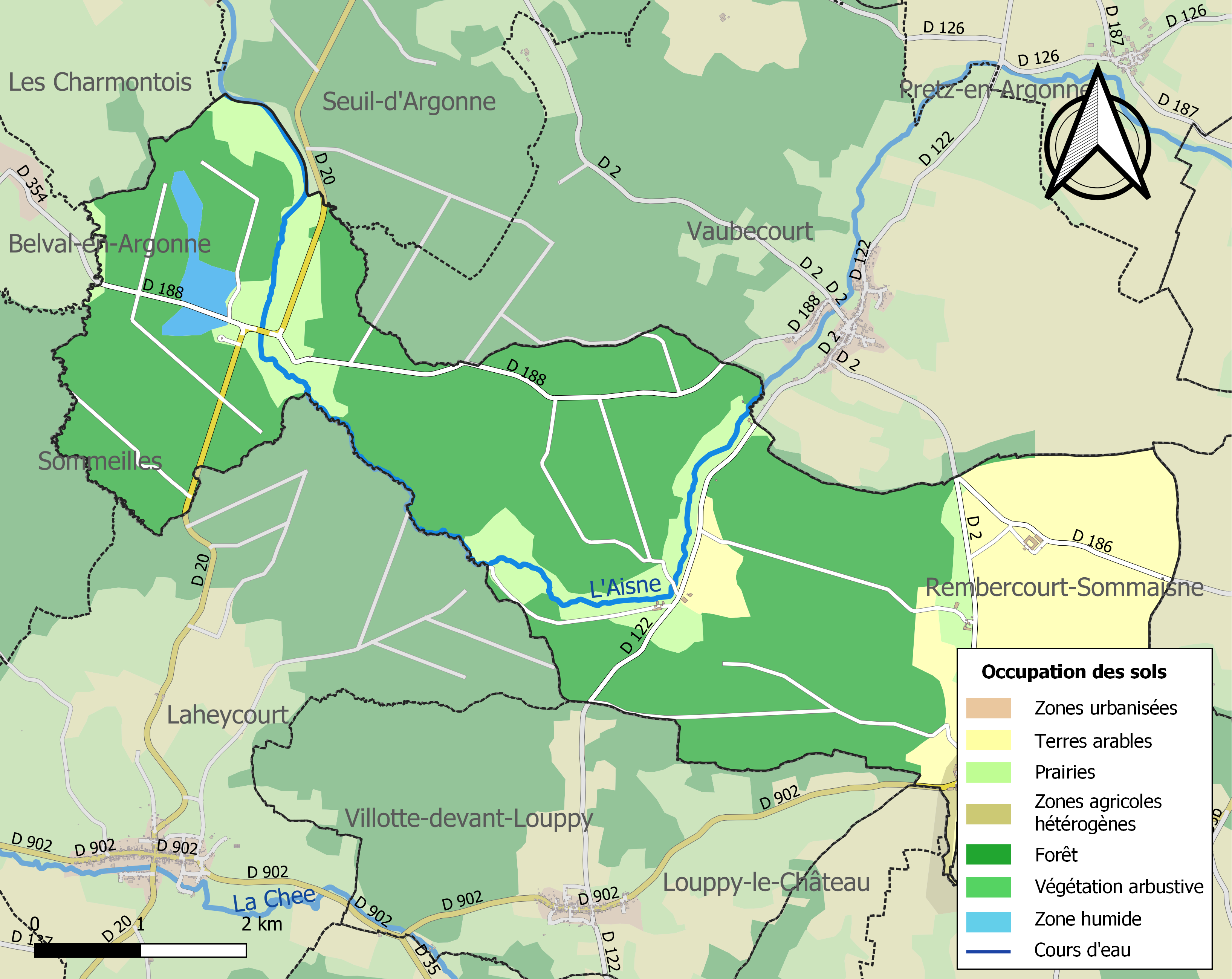
Carte des infrastructures et de l'occupation des sols de la commune en 2018 (CLC).

## Toponymie
Le nom de la localité est attesté sous les formes De Insula (1172) ; L’Isle (1260) ; Lile en Barrois (1277) ; Insula in Barresio (1397) ; Insula Barrensi (1402) ; Insula (1749) ; Isle-en-Barrois ou Lisle-devant-Louppy.

L'isle a dû désigner une ville entourée de fossés.

L'isle est à prendre, aujourd'hui, comme « île » au sens de « clairière, zone défrichée » et non au sens de terre entourée d'eau.
Lisle-en-Barrois est sur le ru de Melchez.
Le Barrois (lorrain de Bar-le-Duc) est une micro-région naturelle de France couvrant environ le quart sud-ouest du département de la Meuse.

## Histoire
Le 23 octobre 2008, un hélicoptère Sikorsky HH-3F  de l'armée italienne qui effectuait la liaison entre Rimini (Italie) et Florennes (Belgique) s'est abîmé au sol avant d'exploser dans un champ situé à proximité du lieu-dit les Merchines sur la commune de Lisle-en-Barrois. L'ensemble de l'équipage a péri dans l'accident très vraisemblablement dû à une défaillance technique du rotor arrière. Il s'agit du crash d'hélicoptère le plus meurtrier en France depuis 1986.
Bernard Kouchner, ministre des Affaires étrangères présent sur les lieux du crash, a adressé ses condoléances à son homologue italien Franco Frattini. Une stèle franco-italienne à la mémoire des soldats tombés est érigée à proximité du lieu-dit les Merchines.

## Économie

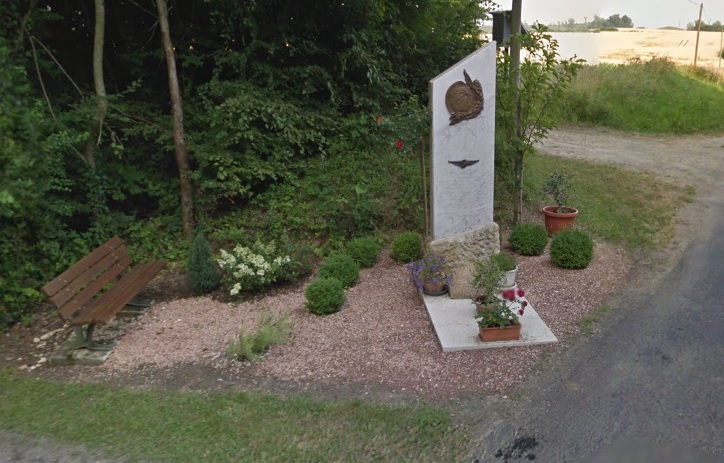
Stèle en hommage aux huit militaires italiens décédés dans l'accident de leur hélicoptère en octobre 2008.

## Politique et administration
| Période                                  | Période   | Identité                                       | Étiquette | Qualité     |
| ---------------------------------------- | --------- | ---------------------------------------------- | --------- | ----------- |
| Les données manquantes sont à compléter. |           |                                                |           |             |
| 2001                                     | mars 2011 | Alain Chaudron                                 |           |             |
| mars 2011                                | En cours  | Christophe Lang Réélu pour le mandat 2020-2026 |           | Agriculteur |

## Population et société

### Démographie
L'évolution du nombre d'habitants est connue à travers les recensements de la population effectués dans la commune depuis 1793. Pour les communes de moins de 10 000 habitants, une enquête de recensement portant sur toute la population est réalisée tous les cinq ans, les populations de référence des années intermédiaires étant quant à elles estimées par interpolation ou extrapolation. Pour la commune, le premier recensement exhaustif entrant dans le cadre du nouveau dispositif a été réalisé en 2008.

En 2022, la commune comptait 28 habitants, en évolution de −28,21 % par rapport à 2016 (Meuse : −4,4 %, France hors Mayotte : +2,11 %).
| 1793 | 1800 | 1806 | 1821 | 1831 | 1836 | 1841 | 1846 | 1851 |
| ---- | ---- | ---- | ---- | ---- | ---- | ---- | ---- | ---- |
| 177  | 176  | 175  | 218  | 201  | 185  | 223  | 255  | 252  |

| 1856 | 1861 | 1866 | 1872 | 1876 | 1881 | 1886 | 1891 | 1896 |
| ---- | ---- | ---- | ---- | ---- | ---- | ---- | ---- | ---- |
| 250  | 301  | 283  | 303  | 365  | 386  | 407  | 340  | 338  |

| 1901 | 1906 | 1911 | 1921 | 1926 | 1931 | 1936 | 1946 | 1954 |
| ---- | ---- | ---- | ---- | ---- | ---- | ---- | ---- | ---- |
| 238  | 227  | 228  | 244  | 197  | 226  | 202  | 141  | 124  |

| 1962 | 1968 | 1990 | 1999 | 2006 | 2008 | 2013 | 2018 | 2022 |
| ---- | ---- | ---- | ---- | ---- | ---- | ---- | ---- | ---- |
| 115  | 91   | 67   | 50   | 38   | 35   | 39   | 32   | 28   |

## Culture locale et patrimoine

### Lieux et monuments
- L'abbaye de Lisle-en-Barrois est une abbaye cistercienne fondée en 1140 par Ulrich de Lisle. L’abbaye de Lisle devint rapidement très influente et très riche notamment grâce aux nombreuses terres qu’elle possédait dont une forêt de près de 2 000 hectares. Cette influence lui vaudra la protection continuelle de très nombreux papes et ce, jusqu'au XVIIIe siècle.
- L'église Saint-Christophe, construite en 1866.
- Monument en hommage aux huit militaires italiens décédés dans l'accident de leur hélicoptère Augusta HH-3F le 23 octobre 2008.

### Personnalités liées à la commune
- Claude Millon (1828-1887), député de la Meuse et promoteur de la Ferme-école des Merchines.

### Héraldique
| Blason | Blasonnement : D'azur au dextrochère de carnation habillé d'argent tenant une crosse abbatiale d'or accompagnée à dextre d'une étoile à six rais de même. Commentaires : Selon Lapaix, dans son armorial de 1877, Lisle en Barrois a les mêmes armoiries que son ancienne abbaye qui figurent sur un sceau.L’abbaye Notre-Dame de Lisle, de l'ordre de Citeaux a été fondée en 1151. Par la suite,au XVIIe siècle, elle fut réunie à la primatiale de Nancy |